# By the Pricking of My Thumbs
By the Pricking of My Thumbs (Um pressentimento funesto, no Brasil / Caminho para a morte ou A Premonição, em Portugal) é um romance policial de Agatha Christie, publicado em 1968. 
É protagonizado pelo casal de detetives Tommy e Tuppence Beresford.

## Enredo
Já sexagenários, Tommy e Tuppence visitam Tia Ada, que vive em um asilo. Tuppence encontra uma velhinha maluca, a Sra. Lancaster, que fala de alguma coisa atrás da lareira, e pergunta a Tuppence: "A coitadinha era sua filha?". A conversa é estranha e Tuppence inicialmente não dá importância. Porém, uma velhinha do asilo morre envenenada pouco tempo depois, e alguém leva a Sra. Lancaster do asilo, e ela desaparece completamente. Tuppence decide investigar mais a fundo, decidida a descobrir o que foi feito com a Sra. Lancaster. O casal acaba por se envolver numa trama complexa, que leva a crer que a Sra. Lancaster não é assim tão louca como parece.